# Musa troglodytarum
Musa troglodytarum L. (nota localmente come Fe'i, Fehi o Féi) è una specie botanica del genere Musa, utilizzata principalmente per i suoi frutti. A differenza della maggior parte delle altre banane coltivate, sono diploidi di tipo AA. Sono molto diverse nell'aspetto e nell'origine rispetto alla maggior parte delle banane coltivate. Si trova principalmente nelle isole del Pacifico, in particolare nella Polinesia francese, e i frutti hanno la buccia di colore da arancione brillante a rosso con polpa gialla o arancione all'interno. Di solito vengono mangiati cotti e sono stati un alimento importante per gli abitanti delle isole del Pacifico, che le portarono con loro mentre migravano attraverso l'oceano. La maggior parte sono ricche di beta-carotene (un precursore della vitamina A).

## Descrizione

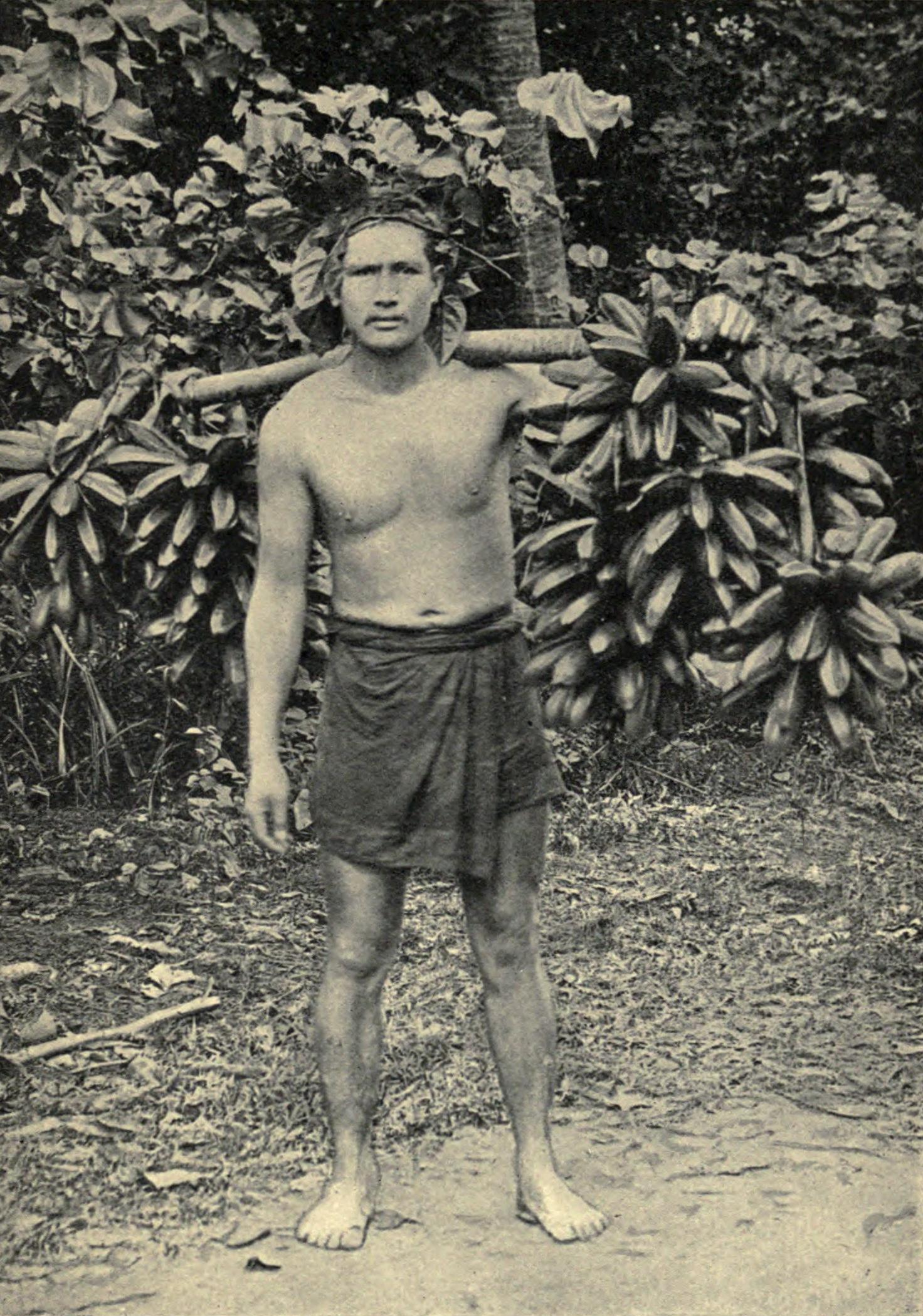
Fotografia precedente al 1906 intitolata "Hillsman che trasporta banane a Papeete" (Tahiti)

Queste banane sono varietà coltivate (cultivar), piuttosto che forme selvatiche. Sono nettamente differenti dalle banane molto più comuni derivate da Musa acuminata e Musa balbisiana. Tutti i membri del genere Musa sono piante erbacee alte, in genere intorno a {3-10 metri o anche più. Sebbene appaiano simili ad alberi, il "tronco" è in realtà uno pseudofusto, formato dalle basi strettamente avvolte delle foglie. A maturità ogni pseudostelo produce un unico stelo fiorito che cresce al suo interno, finendo per emergere dall'alto. Man mano che si allunga, compaiono fiori femminili che vanno a formare frutti: le banane. Infine vengono prodotti i fiori maschili. Nelle banane coltivate, il frutto è generalmente senza semi e i fiori maschili sono sterili.
Queste banane possono essere distinte da altri tipi coltivati in diversi modi. Hanno linfa molto colorata, dal rosa al magenta brillante e al viola scuro. Le brattee della spiga fiorita (infiorescenza) sono di un verde brillante piuttosto che rosso opaco o viola. Lo stelo fiorito e fruttifero è più o meno eretto (piuttosto che pendulo), in modo che anche i grappoli di banane siano eretti. Il frutto maturo ha la buccia arancione brillante, color rame o rossa con polpa interna arancione o gialla. Ha creste prominenti, che lo rendono squadrato in sezione trasversale.

## Tassonomia

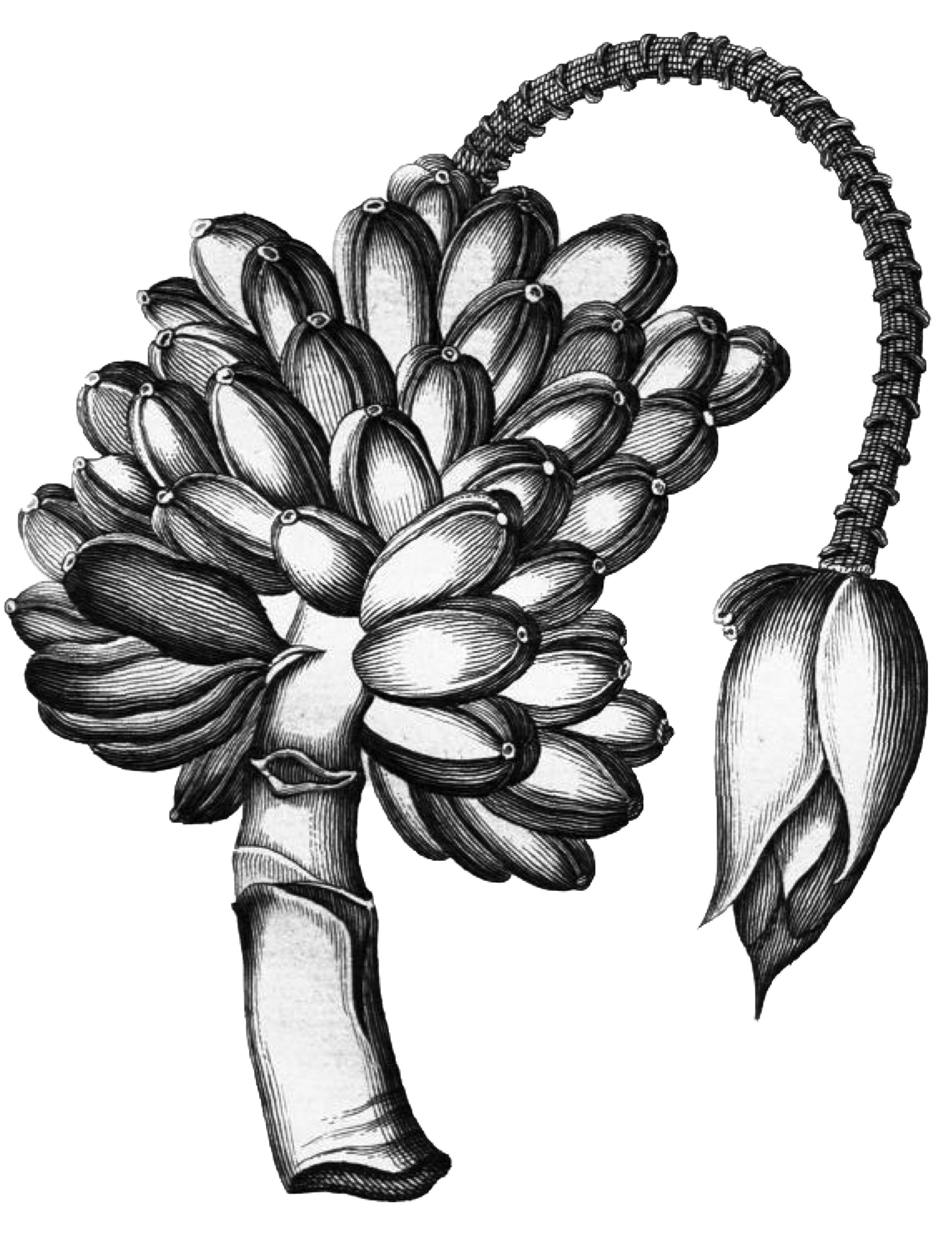
"Musa Uranoscopos" – il lectotipo di Musa troglodytarum L.; da Rumphius (1747), Herbarium amboinensis, tab. 61

Come per molti nomi del genere Musa, è esistita una notevole confusione sul nome botanico proprio. Alcune autorità hanno preferito trattare queste banane come un gruppo di cultivar formale o informale piuttosto che impiegare un binomio latino, usando nomi come Musa (gruppo Fe'i) 'Utafan'.
Uno dei primi resoconti dettagliati del genere Musa fu del botanico tedesco-olandese Georg E. Rumpf (c.1627–1702), solitamente noto con il nome latinizzato Rumphius. Il suo Herbarium amboinensis fu pubblicato nel 1747, dopo la sua morte. La sua figura e descrizione di una "specie" sotto il nome di "Musa Uranoscopos" (che significa "banana dall'aspetto paradisiaco") è coerente con una banana del genere Musa troglodytarum; si riferisce alla spiga fiorita eretta (sebbene la figura, qui riprodotta, mostri il germoglio terminale cadente), la linfa colorata, e l'effetto del consumo sull'urina.
Tuttavia, il punto di partenza per i nomi botanici è stato la pubblicazione di Carl Linnaeus Species Plantarum nel 1753, quindi "Musa uranoscopos" non è un nome accettabile. Nella seconda edizione di Species Plantarum, Linneo raggruppò insieme Musa uranoscopos di Rumphius e Musa 'Pissang Batu' sotto il nome di Musa troglodytarum, nonostante Rumphius avesse notato diverse distinzioni tra i due generi. Il trattamento di Linneo è stato descritto come "al di là della comprensione". Nel 1917, Merrill designò l'illustrazione della Musa uranoscopos di Rumphius come il lectotipo di Musa troglodytarum L. Su questa base, Häkkinen, Väre e Christenhusz hanno concluso, nel 2012, che "tutte le cultivar di questa specie, comprese quelle presenti nei famosi dipinti di Paul Gauguin, dovrebbero essere trattate sotto il nome di M. troglodytarum L." Altre fonti lo accettano anche come nome scientifico del gruppo nel suo insieme, ad esempio Rafaël Govaerts nel 2004.
Il nome può essere scritto come M. × troglodytarum per sottolineare l'origine ibrida di queste banane.
Sinonimi di m. troglodytarum sono:
- "M. uranoscopos" Rumphius (1747) - pubblicato prima del 1753, quindi non un nome accettabile
- M. uranoscopos Lour. (1790) – nome superfluo perché fornito come nome alternativo a quello di Linneo, quindi illegittimo; La descrizione di Loureiro si basa su una pianta diversa, M. coccina
- M. uranoscopos Colla (1820) – superfluo e quindi illegittimo
- M. uranoscopos Mig. (1855) – superfluo e quindi illegittimo
- M. uranoscopos Seem. (1868) – superfluo e quindi illegittimo
- M. lseemannii Mueller (1875) – superfluo e quindi illegittimo
- M. fehi Bertero ex Vieillard (1862)

Mentre la maggior parte delle banane coltivate derivano da specie Musa sezione Musa, le banane Fe'i fanno chiaramente parte della sezione Callimusa (in particolare le specie precedentemente raggruppate come sezione Australimusa). Tuttavia, le loro origini precise non sono chiare. Sulla base dell'aspetto (morfologia), è stato proposto come genitore laMusa malayi, originaria della Papua Nuova Guinea. Studi genetici più recenti suggeriscono che sono vicini a M. lolodensis e M. peekelii, sia della Nuova Guinea che delle isole vicine. Le banane Fe'i possono essere ibridi tra diverse specie selvatiche. Si ritiene generalmente che siano originarie della Nuova Guinea e poi si siano diffuse verso est e nord (fino alle isole Hawaii) per essere utilizzate come cibo.
Sono state trovate alcune cultivar che sembrano essere intermedie tra le banane Fe'i e le più comuni banane Musa della sezione Musa. Sebbene la parte dello stelo che regge il frutto sia eretta, il resto dello stelo si piega in modo che il germoglio terminale sia rivolto lateralmente o verso il basso. Un esempio è la cultivar 'Tati'a' di Tahiti. L'analisi molecolare delle banane con questo portamento di crescita della Papua Nuova Guinea ha mostrato prove di input genetici da M. acuminata e M. balbisiana, i genitori della sezione cultivar Musa. L'illustrazione di Rumphius della sua "Musa uranoscopos" mostra la stessa morfologia, sebbene questa potrebbe essere una licenza artistica.

## Distribuzione

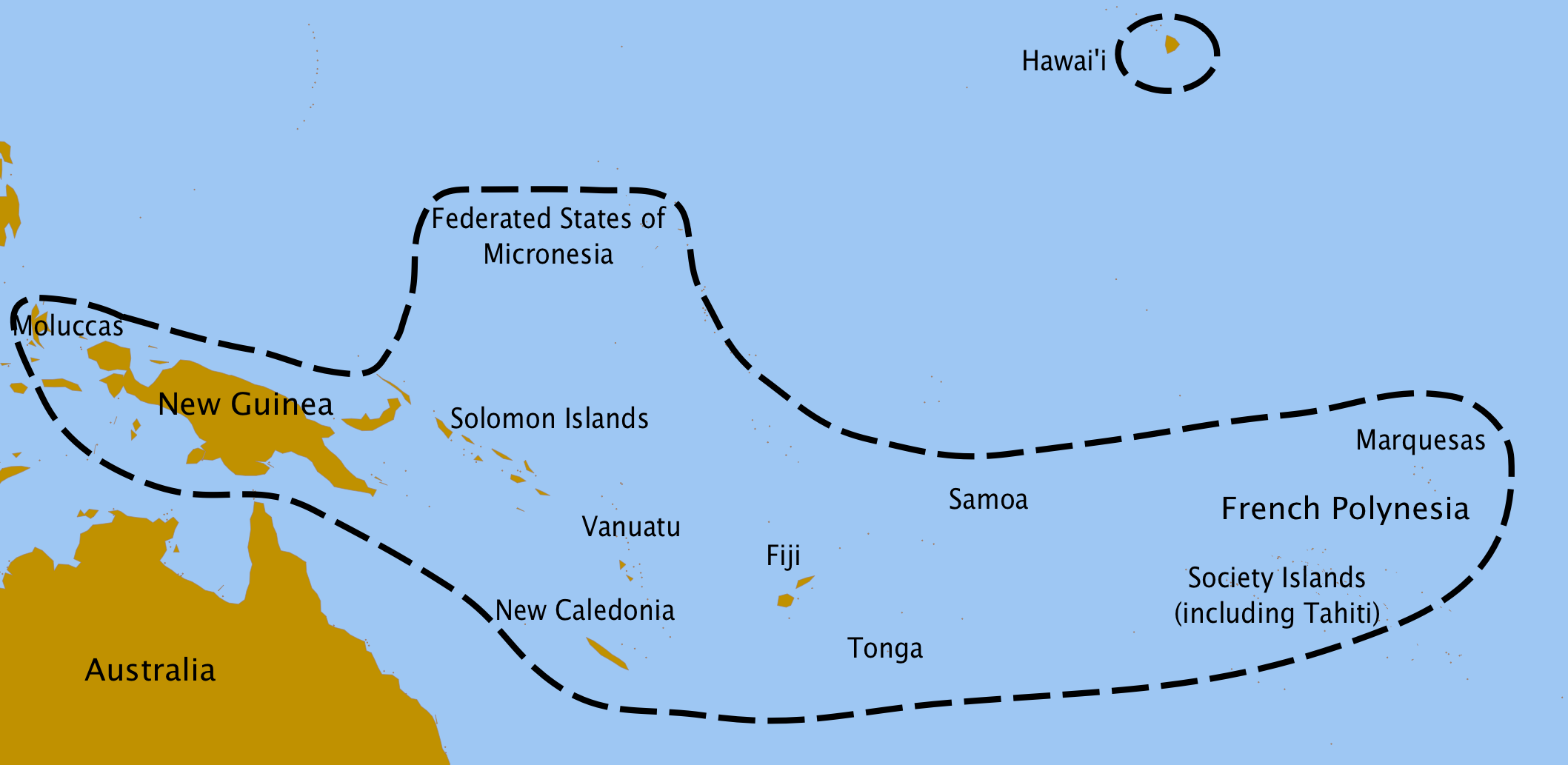
Le linee tratteggiate mostrano la regione in cui si trovano le banane Fe'i e dove, almeno storicamente, sono state utilizzate come cibo.

Le banane Fe'i si trovano principalmente dalle Molucche a ovest fino alla Polinesia francese a est, in particolare nelle Isole della Società e nelle Isole Marchesi. Sono state importanti sia come alimento di base che come alimento cerimoniale, sebbene la loro coltivazione e il loro utilizzo siano fortemente diminuiti negli ultimi decenni. Mentre gli abitanti delle isole del Pacifico si diffondevano in canoa in tutto il Pacifico, portarono con sé le banane Fe'i; la coltivazione è stata fatta risalire al 250 a.C. circa nelle Marchesi e all'800 circa a Tahiti nelle Isole della Società. Si ritiene che abbiano avuto origine nell'area della Nuova Guinea, dove si trovano cultivar con semi, così come le specie selvatiche da cui si pensa discendessero.

## Cultivar
Le banane Fe'i non sono in coltivazione commerciale. Esistono elenchi di cultivar per diverse isole, ma non è chiaro se si tratti di sinonimi, poiché la stessa cultivar è conosciuta con nomi diversi in luoghi e lingue diverse. Inoltre, non è chiaro se i nomi locali si applichino a cultivar (cioè varietà coltivate distinte) o a gruppi più ampi. Così Ploetz et al. fanno riferimento a una banana trovata nell'Indonesia orientale con il nome di cultivar "Pisang Tongkat Langit". Tuttavia, pisang tongkat langit può essere tradotto come "banana del bastone del cielo" o "banana della canna del cielo", corrispondente al nome di Rumphius Musa uranoscopos (banana che guarda il cielo). Pisang tongkat langit è trattato da altre fonti come riferito a M. × troglodytarum nel suo insieme piuttosto che a una singola cultivar. È stata segnalata una significativa variazione genetica tra le banane delle Molucche per le quali viene utilizzato questo nome.
L'elenco seguente è selettivo; dove molti nomi sono forniti nelle fonti, si concentra su quelli con la maggior parte delle descrizioni disponibili.
- Stati Federati di Micronesia, in particolare Pohnpei:[15][16]

Cultivar di tipo Karat
- Karat Kole o Karat Pwono – banana a forma rotonda, polpa giallo-arancione
- Karat Pako – banana più lunga, buccia ruvida, polpa giallo-arancione
- Karat Pwekhu – banana più piccola, polpa giallo-arancione

Cultivar di tipo Utin Iap
- Utin Iap o Uht En Yap – grappolo a forma di cono, piccole banane, polpa d'arancia
- Utimwas – piccole banane, polpa arancione

- Isole Salomone:[17]
  - Aibwo o Suria - buccia di colore arancia matura; polpa giallo-arancio
  - Fagufagu – buccia buccia di colore arancia matura, polpa giallo-arancio
  - Gatagata o Vudito – buccia matura marrone-arancio, polpa giallo-arancio
  - Toraka Parao – buccia rossa matura; polpa giallo-arancio
  - Wawaro - buccia matura marrone; polpa giallo carne
- Indonesia:[3]
  - Pisang Tongkat Langit o Pisang Ranggap[18]
- Papua Nuova Guinea:[3]
  - Menei, Rimina, Utafan, Sar, Wain
- Nuova Caledonia:[3]
  - Daak
- Figi:[3]
  - Soaqa
- Isole della Società: 
  - Fe'i Aiuri, Fe'i Tatia
- Hawaii: 
  - Borabora, Polapola, Mai'a Ha'i

## Utilizzo

### Come cibo

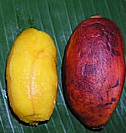
Banane Karat sbucciate e non sbucciate

Le banane Fe'i sono generalmente consumate cotte piuttosto che crude. Sono state descritte come "deliziose e nutrienti se cotte al forno o bollite, soprattutto se le fette sono avvolte in una crema di cocco fresca". Sono state anche descritte come "sgradevolmente astringenti" a meno che non siano cotte, avendo proporzioni più elevate di amido e inferiori di zucchero rispetto ad altri tipi di banana. Tuttavia, negli Stati Federati di Micronesia, alcune cultivar, in particolare "Karat Pwehu", "Karat Pako" e, in misura minore, "Utin Iap" (="Uht En Yap"), vengono comunemente consumate crude quando sono completamente mature. Le banane Karat hanno una consistenza morbida e un sapore dolce ed erano un alimento tradizionale per lo svezzamento nell'isola micronesiana di Pohnpei.
Nei paesi in cui le banane Fe'i un tempo erano un alimento importante, c'è stato uno spostamento dal consumo di cibi tradizionali a quello di cibi importati. Le banane con polpa più bianca sono preferite rispetto alle varietà tradizionali con polpa molto colorata. Un problema con le banane Fe'i è che mangiarle provoca la produzione di urina di colore giallo, che si pensa sia causata dall'escrezione di riboflavina in eccesso presente nel frutto. Questo effetto ha portato le persone a credere che le banane Fe'i potrebbero non essere sicure da mangiare, in particolare per i bambini. Insieme all'abbandono dei cibi tradizionali, c'è stato un aumento della carenza di vitamina A. È stato dimostrato che le banane Fe'i con polpa di colore più intenso contengono alti livelli di beta-carotene, un precursore della vitamina A. Una campagna promozionale, durata un anno a Pohnpei nel 1999, era volta ad incoraggiare il consumo di cultivar Karat e ha avuto un certo successo nell'aumentarne le vendite.
I livelli di beta-carotene variano considerevolmente tra le banane Fe'i. In uno studio sulle cultivar tradizionali delle Isole Salomone, il livello più alto di beta-carotene trovato in una cultivar Fe'i era di quasi 6.000 µg per 100 g di polpa rispetto al livello più alto di 1.300 µg in una cultivar non Fe'i. Tuttavia, c'era una sovrapposizione; alcune cultivar Fe'i contenevano meno beta-carotene rispetto alle cultivar non Fe'i.

### Altri usi
Le piante di banana Fe'i hanno molti altri usi. Come per altri tipi di banana, le foglie possono essere utilizzate come piatti o contenitori per cibi cotti. Possono essere utilizzate anche come materiale di copertura, in particolare per capanne temporanee. Le fibre della nervatura centrale delle foglie possono essere usate per fare delle corde, spesso usate per trasportare mazzi di banane. Altre parti fibrose delle foglie possono essere essiccate e intrecciate in stuoie e oggetti simili. Gli pseudostemi sono galleggianti e quindi possono essere usati per realizzare zattere temporanee.
Le banane Fe'i hanno una caratteristica linfa rossastra che non svanisce facilmente con l'esposizione alla luce. È usata come colorante ed è stata anche usata per fare inchiostro.

## Resoconti storici
I primi esploratori europei delle isole del Pacifico produssero alcuni resoconti delle banane Fe'i. Nel 1768, Daniel Solander accompagnò Joseph Banks nel primo viaggio di James Cook nell'Oceano Pacifico a bordo della Endeavour. Nel racconto che pubblicò in seguito, annotò cinque tipi di banana o piantaggine chiamati "Fe'i" dai tahitiani. William Ellis visse nelle Isole della Società negli anni '50 dell'Ottocento e si riferì al nome "Fe'i", dicendo che le banane Fe'i erano l'alimento principale per gli abitanti di alcune isole. Notò anche che le piante di banana Fe'i avevano un grappolo di frutta verticale.
Charles Darwin visitò Tahiti nelle Isole della Società nel 1835 e ne fece un resoconto in Viaggio di un naturalista intorno al mondo. Sebbene non menzioni il nome "Fe'i", parla della "banana di montagna": "Da ogni lato del burrone c'erano grandi letti di banani di montagna, ricoperti di frutti maturi. Molte di queste piante erano alte da 6 a 7,5 metri, e da 0,9 a 1,2 metri di circonferenza." È stato notato che le banane Fe'i crescono meglio a Tahiti sui pendii alla base delle scogliere.
Laurence H. MacDaniels ha pubblicato uno studio sulla banana Fe'i nel 1947. Ha riferito che le banane Fe'i erano l'alimento di base di carboidrati degli isolani della Società e che oltre il 95% delle banane in vendita erano del tipo Fe'i. Sebbene alcune piante di banane Fe'i fossero state trovate nei giardini, la maggior parte delle banane erano raccolte in "selvaggio", che si pensa fossero state piantate in passato e abbandonate.

## Nella cultura

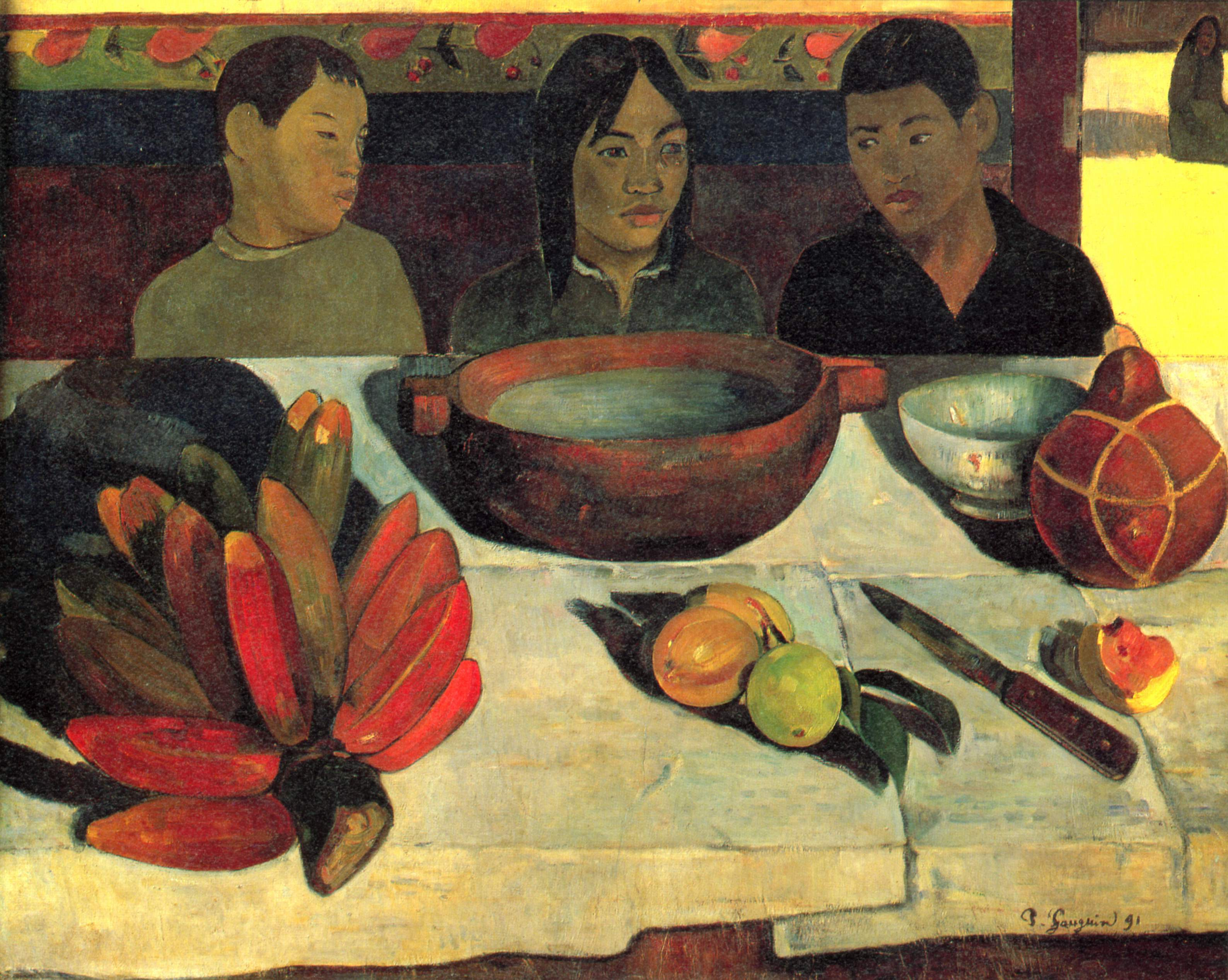
Le Repas di Paul Gauguin; banane Fe'i in basso a sinistra

Le banane Fe'i sono una componente importante delle feste cerimoniali nelle isole Marchesi e nelle Isole della Società. Si dice che le banane Karat siano uno dei pochi tipi di banana che possono essere utilizzate nelle presentazioni cerimoniali a Pohnpei, in Micronesia. Una leggenda samoana narra che la banana di montagna e la banana di pianura avessero combattuto tra loro e la banana di montagna, la banana Fe'i, avesse vinto. Piena di orgoglio per la sua vittoria, la banana di montagna alzò la testa, mentre quella di pianura, sconfitta, non alzò mai più la testa (Le banane Fe'i hanno uno stelo fruttifero eretto, mentre si abbassa in altri tipi di banana.).
I brillanti colori rosso-arancio delle banane Fe'i le rendono attraenti per gli artisti. Il pittore post-impressionista francese Paul Gauguin visitò le Isole della Società, inclusa Tahiti, verso la fine del XIX secolo. Tre delle sue opere includono quelle che sono considerate banane Fe'i: Le Repas (Il pasto, 1891), La Orana Maria (Ave Maria, 1891) e Paysage de Tahiti (Paesaggio tahitiano, 1891).).
Le banane Fe'i furono uno dei principali piatti di Liv Coucheron-Torpand e Thor Heyerdahl durante il loro soggiorno di un anno e mezzo sull'isola marchesiana di Fatu Hiva nel 1937-1938. Heyerdahl riferì che le banane Fe'i crescevano tutt'intorno alla loro capanna a Fatu Hiva, mentre a Tahiti avevano visto solo banane Fe'i crescere "in scogliere quasi inaccessibili".

## Conservazione
Le cultivar di banana Fe'i, insieme ad altro materiale di propagazione delle colture del Pacifico, sono state salvate presso il Center for Pacific Crops and Trees (CePaCT), che cataloga le piante viventi della regione del Pacifico per la conservazione. Più di 100 campioni di banane Fe'i sono stati raccolti nella Polinesia francese, da fattorie isolate su sei diverse isole. I campioni saranno conservati in una banca genetica a Tahiti, con duplicati presso CePaCt.